# Biutiful
Biutiful (bra/prt: Biutiful) é um filme hispano-mexicano dramático de 2010, realizado por Alejandro González Iñárritu e com Javier Bardem no papel principal.

## Sinopse
Numa Barcelona moderna, o filme relata a história de vida de Uxbal (Javier Bardem), um homem em conflito com a paternidade, o amor, a espiritualidade, a morte, o crime e o sentimento de culpa.

## Elenco
- Javier Bardem como Uxbal
- Maricel Álvarez como Marambra
- Guillermo Estrella como Mateo
- Eduard Fernández como Tito
- Cheikh Ndiaye como Ekweme
- Diaryatou Daff como Ige
- Cheng Tai Sheng como Hai
- Luo Jin como Liwei
- George Chibuikwem Chukwuma como Samuel
- Lang Sofia Lin como Li
- Rubén Ochandiano
- Blanca Portillo
- Ana Wagener
- Félix Cubero
- Martina García
- Manolo Solo
- Karra Elejalde
- Piero Verzello
- Violeta Pérez
- Albert Grabuleda Capdevila
- Tomás del Estal
- Jesús Puchol
- Diana Aymerich
- Raul Moya Juarez
- Isaac Alcayde
- Eduardo Gomez
- Nasser Saleh

## Prémios e nomeações

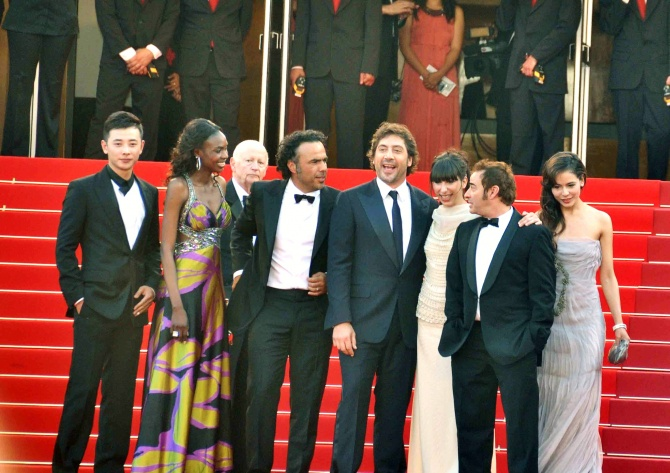
O elenco no Festival de Cannes, 2010

Óscar (Academy Award)
| Ano  | Categoria                | Notas         | Resultado |
| ---- | ------------------------ | ------------- | --------- |
| 2011 | Melhor filme estrangeiro | Biutiful      | Indicado  |
| 2011 | Melhor actor             | Javier Bardem | Indicado  |

Globo de Ouro 
| Ano  | Categoria                          | Notas    | Resultado |
| ---- | ---------------------------------- | -------- | --------- |
| 2011 | Melhor filme em língua estrangeira | Biutiful | Indicado  |

BAFTA Awards
| Ano  | Categoria                          | Notas         | Resultado                   |
| ---- | ---------------------------------- | ------------- | --------------------------- |
| 2011 | Melhor filme em língua estrangeira | Biutiful      | Indicado[carece de fontes?] |
| 2011 | Melhor actor                       | Javier Bardem | Indicado[carece de fontes?] |

Festival de Cannes
| Ano  | Categoria     | Notas         | Resultado                   |
| ---- | ------------- | ------------- | --------------------------- |
| 2010 | Palma de Ouro | Biutiful      | Indicado[carece de fontes?] |
| 2010 | Melhor actor  | Javier Bardem | Venceu[carece de fontes?]   |